# Hóember

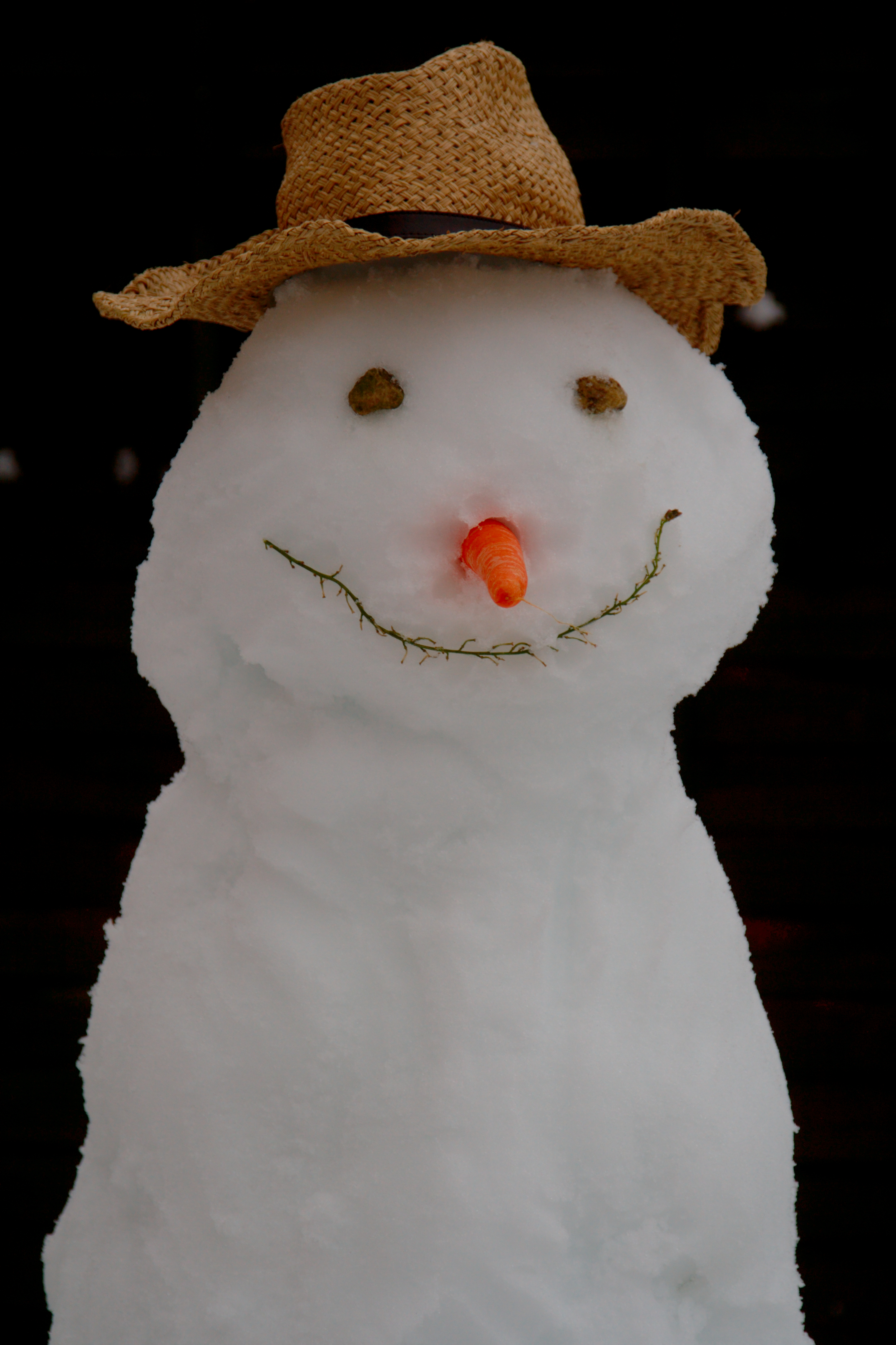
Egy átlagos mosolygós hóember egyszerű szalmakalappal és répaorral

A hóember egy hóból készített, általában emberi fejet és testet formázó figura. A „téli örömök” egyike a hóembergyúrás, gyakran gyerekek a családtagjaikkal közösen, mulatságból és szórakozásból építik a friss hóból, de esetenként téli rendezvények vagy versenyek keretében is épülnek ilyen alkotások.

## Történelme
A történelem elmulasztotta feljegyezni az első hóember megépítésének idejét. Bob Eckstein a The History of the Snowman című művében a középkorba helyezte az első ilyen figura létrejöttét, mert egy 1380-ban keletkezett hóráskönyvben, melyet a hágai nemzeti könyvtárban talált, rábukkant egy hóembert ábrázoló illusztrációra. A történelem következő, és azóta is leghíresebb hóembere Michelangelo Buonarrotié.  Giorgio Vasaritól tudjuk, hogy Piero de’ Medici egy havas firenzei télen hóembert építtetett Michelangelóval a kertjében. A hóemberről, amelyet talán helyesebb hószobornak nevezni, csak annyit tudunk, hogy elkészült, gyönyörű volt, és természetesen elolvadt.

## Építése

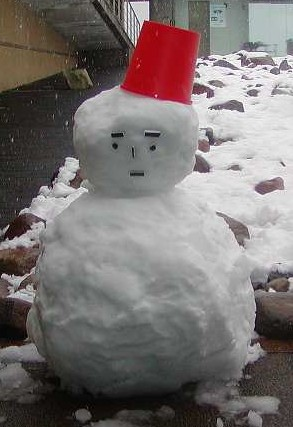
Hóember Japánban

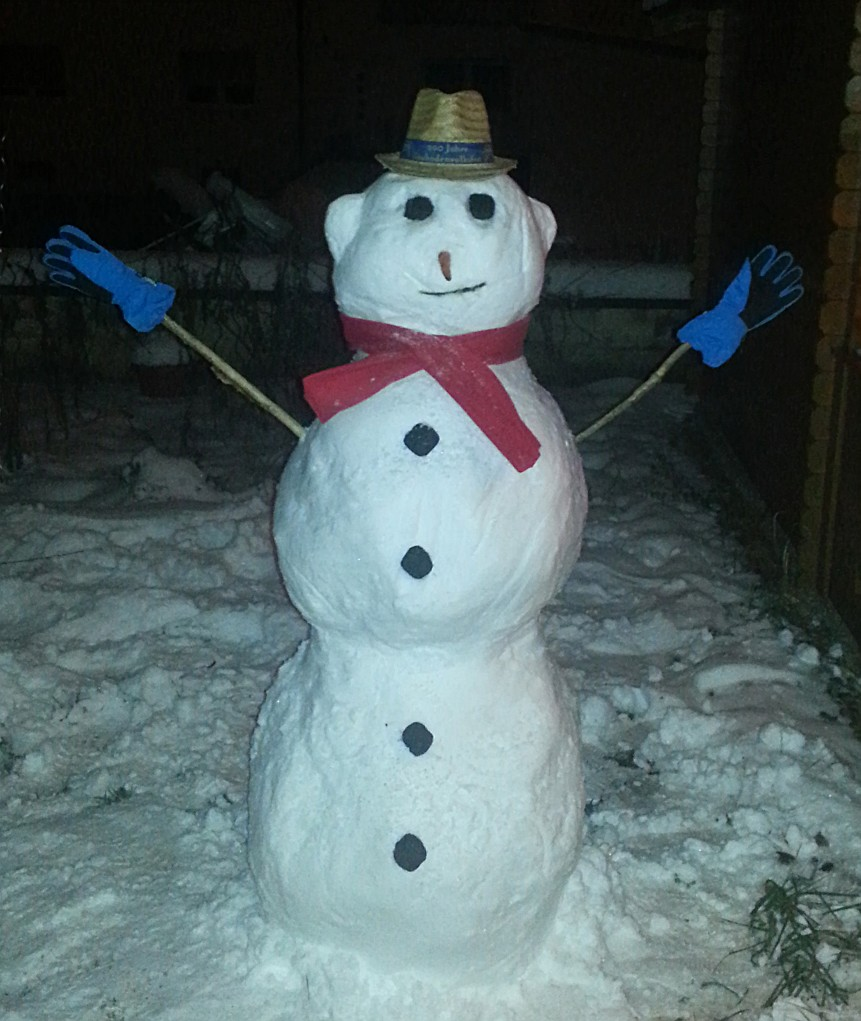
Hóember Németországban

A népi meteorológia azt tartja, hogy „november, december, lábon áll a hóember”. A hó akkor a legalkalmasabb hóemberépítésre, amikor megközelíti olvadási pontját és tömörré válik. Ekkor alkalmas arra, hogy egy hógolyót görgetve egyre nagyobb méretű labdává növekedjen. A porhó hógyurmázásra nem alkalmas, mert nem tapad megfelelően. Pontosan erről szól Kiss Ottó Apa hóembert gyúr című verse: „Ez porhó, / ebből sajnos nem lehet.” A hóemberépítés legmegfelelőbb ideje egy melegebb téli délutánt követő havazás, és szükséges a megfelelő mennyiségű hó.
Általános gyakorlat a hóember „felöltöztetése”. Hogy az idézőjel mennyire indokolt, azt jelzi Novák Éva verssora is: „De majd télen. Zavart hóember kószál neglizsében.” Hiszen a hóember öltözéke mindössze ennyi: fejére kalap kerül, néha csak egy vasfazék, gombjait, szemét és száját kavicsokból vagy fekete széndarabokból formázzák, orra piros répából készül. Kosztolányi Dezső szerint „Bajusza is van, fekete, szénből. Szájában kezdetleges pipa lóg, egy tüzelőfa”.
Európában és Észak-Amerikában a klasszikus hóemberforma háromrészes, egy-egy hólabda kell a fejnek, törzsnek és a test alsó részének. Kelet-Ázsiában inkább kétrészes az általános hóember. Japánban a neve jukidaruma (雪だるま) a kerek formájú Daruma baba után.

## A világ legnagyobb hóembere

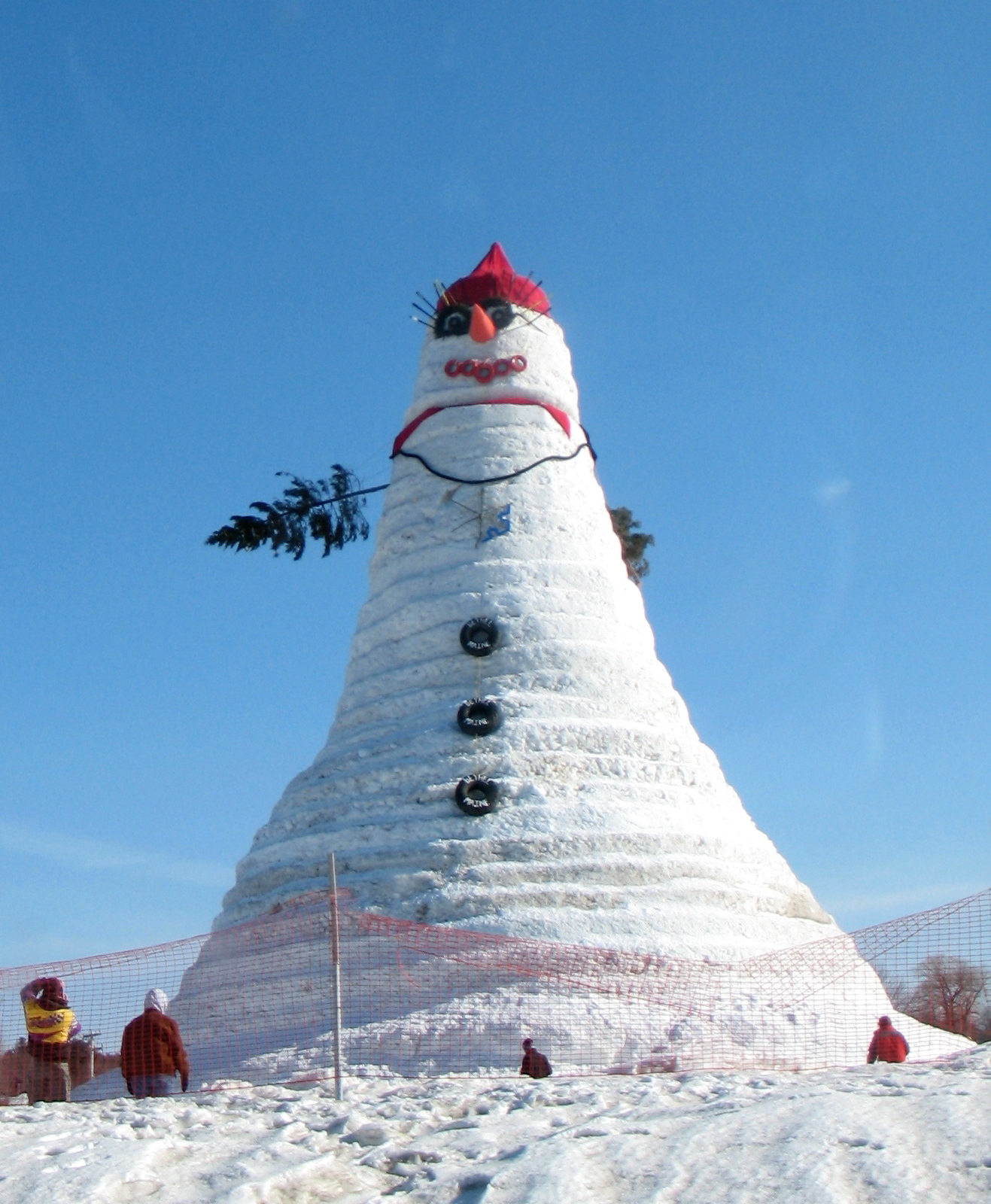
A rekorder női hóember

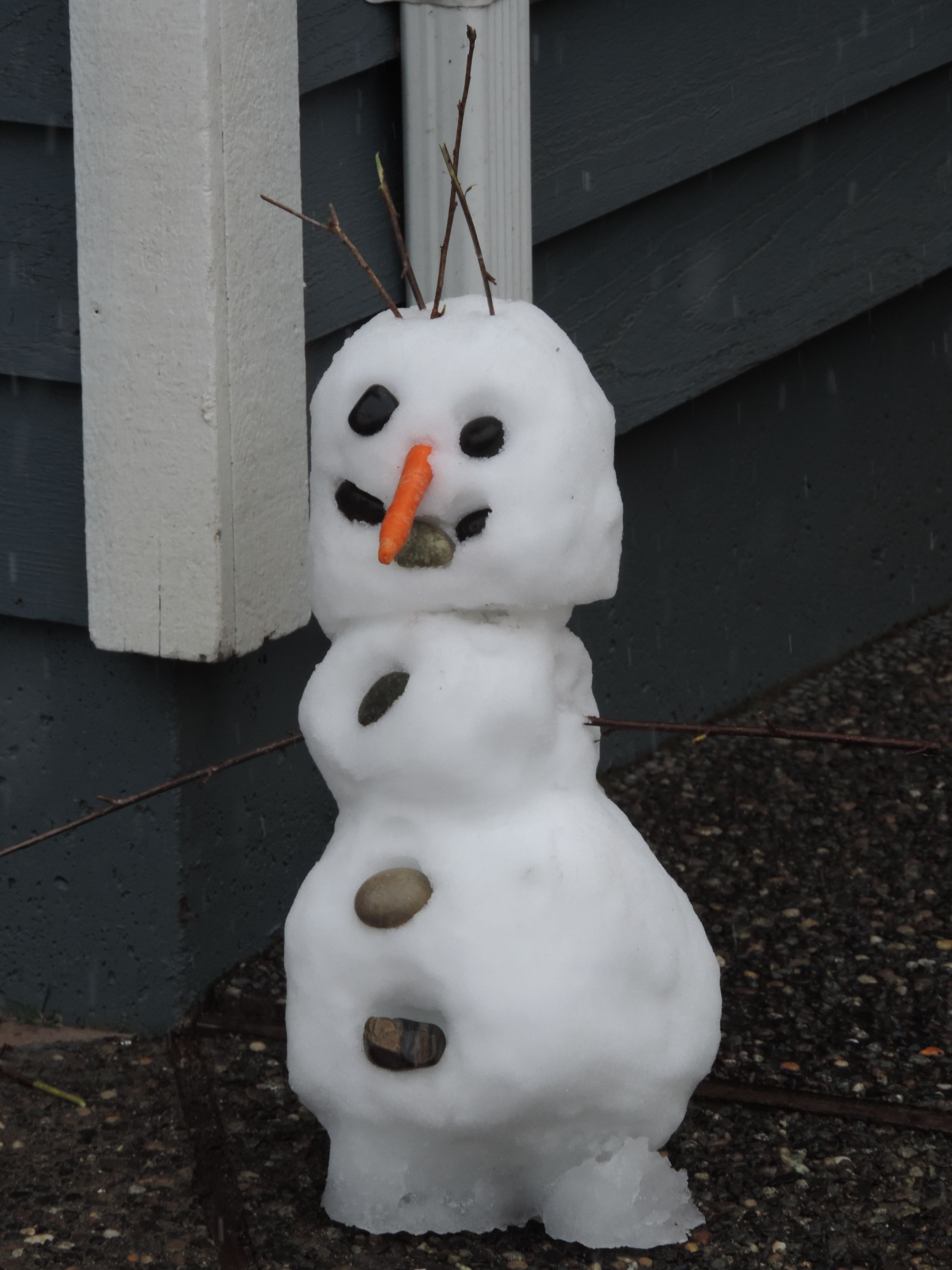
Olaf a hóember igazi hóból

A világ legnagyobb hóemberének rekordját egy 2008-ban Bethelben (Maine) épült női hóember tartja. A Maine-t képviselő amerikai Olympia Snowe szenátorasszony után Olympiának keresztelt hóember 37,21 méter magas volt.
A korábbi rekord szintén Bethelben készült 1999 februárjában. Angus, a hegyek királya 34,62 méteres volt és több mint 4 080 000 kg-ot nyomott.

## A hóember a népszokásokban
A téltemetés (télkiűzés, télkihordás) népszokásában kap szerepet. Szegeden pl. a tél végén hóembereket löktek a Tiszába.

## A hóember a kultúrában
Kosztolányinak a Pesti Hírlap 1935. február 13-i számában Hóember címmel jelent meg karcolata.
Csoóri Sándor 1961-ben Kosztolányi hóembere címmel írt karcolatot Kosztolányi karcolatáról.
Amikor Szabó Lőrinc 1942-ben ismertetőt írt a franciáknak Tóth Árpádrólról, a többek között ezt találta fontosnak megjegyezni a költőről: „Sakkjáték, mindenféle fejtörő és furcsaság éppúgy érdekelte, mint [...] a hógolyózás és a hóember-szobrászat...”
Karinthy Frigyes Nevető dekameronjában az egyik humoreszk címe A hóember (címváltozat: A hóember és a kályha), és a címszereplőről többek között megtudjuk, hogy Nobel-díjat is kapott.
Lévai Lajos Parabolák című kötetében van egy parabola , amely így kezdődik: „Olvadékony jellem.” A címe: A hóember.
„Liszten állj meg a fanyar / Hóember-hőségben,” – így kezdődik Balázs Imre József Improvizációk magán- és mássalhangzókra című versében a Himnusz első négy sorának magánhangzóira írt része.
Andersennek természetesen van hóemberes meséje, a címe: A hóember (Sneemanden).
Jo Nesbø 2007-es regényének címe: Snømannen, magyarul 2011-ben Hóember címmel jelent meg, a krimi alapján készült brit filmet (The Snowman, Hóember) 2017-ben mutatták be.
2017-ben mutatták be az Olaf karácsonyi kalandja című amerikai 3D-s számítógépes animációs rövidfilmet, amelyet Kevin Deters és Stevie Wermers rendezett. Főszereplője egy kedves hóember Olaf.